# Tillebrook Trans-Canada Campsite Provincial Park
Tillebrook Trans-Canada Campsite Provincial Park är en park i Kanada.   Den ligger i provinsen Alberta, i den södra delen av landet, 2 700 km väster om huvudstaden Ottawa. Tillebrook Trans-Canada Campsite Provincial Park ligger 759 meter över havet.
Terrängen runt Tillebrook Trans-Canada Campsite Provincial Park är mycket platt. Närmaste större samhälle är Brooks, 7,3 km nordväst om Tillebrook Trans-Canada Campsite Provincial Park. 
Trakten runt Tillebrook Trans-Canada Campsite Provincial Park består till största delen av jordbruksmark. Trakten runt Tillebrook Trans-Canada Campsite Provincial Park är nära nog obefolkad, med mindre än två invånare per kvadratkilometer.